# 元梦之星
《元梦之星》是一款由腾讯开发的派对游戏，于2023年12月15日登陆Android和iOS平台。游戏美术以“萌趣搞怪”和“可爱”风格设计，玩法具有竞速、生存、合作和射击元素，还内置了地图编辑器，允许玩家创建地图。开发者腾讯重视本项目，并在项目上线首期投资了14亿元人民币。部分媒体评论员赞扬了游戏的玩法、地图编辑器和美术设计，但也有评论员怀疑游戏能否保持其用户粘度和长期发展的内容生态。

## 玩法

社交玩法“跟随移动”

《元梦之星》是一款派对游戏，游戏以卡通风格设计，游戏角色为身穿玩偶服的公仔。本作核心玩法具有竞速、生存、合作和射击元素。玩家可在超重、失重等游戏环境下，通过相关游戏操作，寻找地图捷径的方式完成游戏。游戏强调社交玩法，设计了很多玩家间交互的功能，如跟随玩家移动、演奏钢琴等玩法。游戏前三名将在游戏结尾公示，关卡旁设有该关卡纪录保持玩家的游戏形象。并在游戏内置了视频、音乐播放器。“用户生成内容（UGC）”是游戏的核心玩法之一，玩家可使用可视化编辑工具创建不同玩法的游戏地图，游戏也内置了人工智能辅助玩家的地图编辑，还可以自定义游戏道具的数值、外观，编辑游戏剧情，或编辑角色形象。

## 开发
《元梦之星》由腾讯游戏隶属天美工作室群开发。游戏的地图编辑玩法使用虚幻引擎制作。开发者不以派对游戏作为该产品的开发目标，并尝试在该产品中融入元宇宙的元素。游戏初期投资14亿元人民币用于服务相关赛事玩家、游戏地图创作者和媒体平台的游戏内容创作者。腾讯还宣称对本游戏的后期投资上不封顶。相比其他同类产品，本作商业内容更为平价。开发者通过克制游戏的商业化进程吸引玩家。游戏《黎明杀机》为本作玩法“大王别抓我”的设计中提供了指导。

## 宣传与发行
《元梦之星》与2023年9月19日开始了预约活动，并在同年12月15日登陆Android和iOS平台。同类产品《蛋仔派对》是其竞争对手。游戏于2023年1月获得了国家新闻出版署下发的出版物号，获得了在中国大陆地区发行的资格。腾讯以“合家欢派对游戏”一词形容其产品定位，并对该产品的宣传高度重视：本作发行初期，腾讯便宣布计划投资10亿元奖励优秀游戏地图作者，并公布了与《王者荣耀》、《人类：一败涂地》和《功夫熊猫》的联动，并获得了《糖豆人》的正版授权。游戏在开发者腾讯旗下产品微信的“公众号”和“视频号”等功能上投放了大量广告进行宣传并建立了游戏wiki，吸引了一些玩家评论。2024年3月31日，游戏开发者在上海正大广场举办了本游戏的电竞赛事。2024年2月24日，本作登上了中国中央电视台节目“2024年元宵晚会”的相关节目并进行广告宣传。腾讯还以本游戏的名义进行了一些社会公益活动，资助了中国河北省滦平县的部分学校以改善教学条件。

## 评价与反响
游戏葡萄评论员以撒、游戏茶馆的评论员先培都认为《元梦之星》的玩法丰富。以撒还说，游戏的地图编辑器功能完善，并合理的利用了当前用户生成内容玩法流行的趋势。该媒体评论员严锦彦 、以撒也联合发文赞扬了本作的玩法，并对《元梦之星》的未来发展表示给予期望。但他们对游戏是否能保持其用户粘度和长期发展的内容生态持不确定态度。评论员灰信鸽表示，游戏的产品定位“合家欢”有利于扩大玩家受众，具有优势。美术上，游资网用“萌趣搞怪”和“可爱”二词形容其画面与角色设计。媒体触乐的评论员陈静认为游戏具有潜力，且游戏在构建元宇宙上取得进展。触乐的陈静和董航叶、媒体游戏大观都提到了游戏操作简单，上手较为容易。董航叶赞扬了游戏的地图创作玩法，更将本作称为“派对游戏UGC的未来”。部分本游戏玩家在游戏内上传了《蛋仔派对》玩家创作的游戏地图，引发了一些争议。2024年3月，《蛋仔派对》开发者网易起诉本作游戏内部分地图涉嫌抄袭，作为回应，腾讯下架了当事地图。

### 流行度
《元梦之星》上线首月获得了8000万用户，玩家创作了数千万张游戏地图；上线3个月后，游戏共获得了1.29亿用户。游戏发行日至2024年1月1日，游戏登上了App store的畅销榜前十名。